# Theresa Stoll
Theresa Stoll (* 21. November 1995 in München) ist eine ehemalige deutsche Judoka. Sie tritt seit 2013 in der Gewichtsklasse bis 57 kg an. Sie war 2021 Weltmeisterschaftsdritte und Gewinnerin der Bronzemedaille im Mixed-Mannschaftswettbewerb bei den Olympischen Spielen in Tokio. 

## Karriere
Im Jahre 2011 gewann Stoll die Silbermedaille bei den U17-Weltmeisterschaften in der Gewichtsklasse bis 52 Kilogramm. 2015 war sie Fünfte der U21-Weltmeisterschaften, mit der Mannschaft gewann sie die Bronzemedaille. 2016 erkämpfte sie ihren ersten Deutschen  Meistertitel. Im gleichen Jahr gewann sie die Bronzemedaille bei den Mannschaftseuropameisterschaften. Im November 2016 siegte sie bei den U23-Europameisterschaften. 2017 gewann sie ihren zweiten Deutschen Meistertitel, wobei sie im Finale ihre Zwillingsschwester Amelie besiegte. Bei den Judo-Europameisterschaften 2017 in Warschau erreichte sie das Finale, wo sie der Französin Priscilla Gneto unterlag, die Mannschaft gewann wie im Vorjahr die Bronzemedaille. 2018 siegte sie erneut vor ihrer Schwester bei den Deutschen Meisterschaften. Bei den Judo-Europameisterschaften 2018 in Tel Aviv unterlag sie im Finale der Kosovarin Nora Gjakova. Ein halbes Jahr später belegte sie bei den Weltmeisterschaften 2018 den fünften Platz. 2019 gewann sie ihren vierten Deutschen Meistertitel in Folge. Ende 2020 erreichte sie bei den Europameisterschaften in Prag den Kampf um Bronze und gewann gegen die Serbin Marica Perišić. Im Juni 2021 bei den Weltmeisterschaften in Budapest unterlag Stoll im Viertelfinale der Kanadierin Jessica Klimkait. Mit einem Sieg über die Russin Anastassija Konkina erreichte Stoll den Kampf um Bronze, in dem sie die Kanadierin Christa Deguchi bezwang. Bei den Olympischen Spielen in Tokio schied sie in ihrem Auftaktkampf gegen die Georgierin Eteri Liparteliani aus. Im Mixed-Mannschaftswettbewerb gewann die deutsche Mannschaft eine Bronzemedaille. Theresa Stoll wurde in allen drei Runden eingesetzt. Für den Gewinn der Bronzemedaille erhielt sie zusammen mit der Mixedmannschaft das Silberne Lorbeerblatt.
Theresa Stoll kämpfte beim TSV Großhadern und studierte Medizin an der Technischen Universität München.